# Gregor Bürger
Gregor Bürger (* 1976 in München) ist ein deutscher Jazzmusiker (Tenor, Baritonsaxophon, gelegentlich auch Klarinetten und Fagott) und Komponist, der unter anderem als Mitglied der Crossover-Formation Panzerballett, in Matthias Schriefls Ensemble 6, Alps and Jazz, im Max von Mosch Orchestra und der von ihm gegründete Bigband Earforce bekannt wurde.

## Leben
Bürger wurde mit zehn Jahren Mitglied im Tölzer Knabenchor und begann im Alter von vierzehn Jahren mit dem Saxophonspiel. Als Jugendlicher fand er seine Begeisterung für Jazz und Funk. Von 1994 bis 1996 absolvierte er am Richard-Strauss-Konservatorium München zunächst ein sogenanntes Jungstudium. Sein dort in Folge absolviertes Musikstudium (Saxophon, Klarinette und Fagott) schloss er 1998 als staatlich geprüfter Musiklehrer ab. Es folgte bis 1999 ein Studium am Bruckner-Konservatorium in Linz.
Bürger lehrte unter anderem von 1997 bis 2002 an der Rasso-Musikschule in Grafrath, von 2002 bis 2004 in München bei 3Klang und von 2003 bis 2004 an der Neuen Jazzschool München.

### Musikalisches Wirken
Bürger trat 1996 mit dem Victor Alcántara Quintet auf dem Jazzfest München auf und absolvierte eine WDR-Produktion. Von 1995 bis 1997 spielte er in Peter Herbolzheimers Bundesjazzorchester.
1999 gründete er Earforce, ein Funk-, Fusion- und Groove-Jazz-Bläser-Ensemble, dem unter anderem auch Thorsten Skringer (Heavytones, Der fünfte Mann), Franz Weyerer (Nürnberger Tanzorchester), die Unterbiberger Hofmusiker Erwin Gregg, Dirk Janoske und Mathias Götz, der Pianist und Musikproduzent Jan Eschke, der Gitarrist Jan Zehrfeld (Panzerballett, Rudolf Rock & die Schocker), der Bassist Heiko Jung (Panzerballett) und der Schlagzeuger Sebastian Lanser (Edenbridge, Panzerballett) angehör(t)en. Die Formation veröffentlichte 2003 ihr erstes Album mit dem Titel Earforce One, 2013 ihr zweites Album EF.
Bürger war unter anderem auch als Studio- bzw. Begleitmusiker von Martin Schmitt, Lou Bega, Claudia Koreck, Harald Rüschenbaum, Al Porcino und diversen Soulformationen aktiv. Mit dem Bläsersatz von Joseph Bowie, den Temptations oder Four Tops tourte er in Deutschland, Belgien und in den Niederlanden und hatte zahlreiche Auftritte im In- und Ausland mit Formationen wie Soulkitchen, Brasil Connection, Swing Summit, Maggie Jane & Band, dem Joe Haider Jazz Orchestra oder der Dusko Goykovich Bigband.
Bürger war als Saxophonist an mehreren Rundfunk- und CD-Produktionen beteiligt, unter anderem für das Jazz-Label ACT. Bei den Produktionen des Münchners Roman Bichler (Lennart/Spif Anderson) spielt er seit den frühen 2000er Jahren alle Saxophonanteile. So spielte er auch das Saxophon auf dem Album nach|t|vertont, das 2006 in Kooperation von Stefan Brinkmann mit Phase III und weiteren Interpreten entstand.

## Auszeichnungen
1994 errang er mit The Link sowohl den ersten Preis beim Jazzwettbewerb Biberach als auch bei Jugend jazzt.